# Sylvio Pirillo
Sylvio Pirillo Cesarino (ur. 26 lipca 1916 w Porto Alegre, zm. 22 kwietnia 1991 w Porto Alegre) – piłkarz i trener brazylijski, występujący podczas kariery na pozycji napastnika.

## Kariera klubowa
Karierę piłkarską Sylvio Pirillo rozpoczął w klubie Americano Porto Alegre w 1934 roku. W latach 1937–1938 występował w SC Internacional. W 1939 roku wyjechał do Urugwaju do klubu CA Peñarol. W 1941 powrócił do Brazylii do CR Flamengo, w którym grał do 1947 roku.
Podczas tego okresu Sylvio Pirillo trzykrotnie zdobył mistrzostwo stanu Rio de Janeiro – Campeonato Carioca w 1942, 1943 i 1944 roku. W 1941 roku został królem strzelców ligi stanowej Rio de Janeiro z 39 bramkami. Ostatnim klubem w jego karierze było Botafogo FR, gdzie zakończył karierę w 1952 roku. Z Botafogo zdobył mistrzostwo stanu Bahia - Rio de Janeiro – Campeonato Carioca w 1948 roku.

## Kariera reprezentacyjna
W reprezentacji Brazylii Sylvio Pirillo zadebiutował 14 stycznia 1942 w wygranym 6-1 meczu z reprezentacją Chile podczas Copa América 1942. Był to udany debiut, gdyż Pirillo strzelił 3 bramki. Na tym turnieju Brazylia zajęła trzecie miejsce a Prillo wystąpił w pięciu meczach z: Chile (3 bramki), Argentyną, Peru, Urugwajem i Ekwadorem (3 bramki). Mecz z Ekwadorem rozegrany 31 stycznia był ostatnim meczem w reprezentacji, w którym strzelił 3 bramki. Ogółem w pięciu meczach Pirillo strzelił 6 bramek.

## Kariera trenerska
Po zakończeniu kariery piłkarskiej Sylvio Pirillo został trener. Pierwszym jego klubem było Botafogo FR. W latach 1953–1955 prowadził Bonsucesso Rio de Janeiro. W 1957 roku krótko prowadził Fluminense FC. Z klubem z Rio wygrał turniej Rio-São Paulo. W 1957 Sylvio Pirillo został selekcjonerem reprezentacji Brazylii. Roli selekcjonera zadebiutował 11 czerwca w wygranym 2-1 towarzyskim meczu z Portugalią. Ostatni raz reprezentację Brazylii Sylvio Pirillo prowadził 10 lipca 1957 w wygranym 2-0 meczu z Argentyną, którego stawką było Copa Julio Roca 1957. Bilans Pirillo w roli selekcjonera to 4 mecze, 3 zwycięstwa i 1 porażka przy bilansie bramkowym 8-3.
W 1959 roku prowadził SC Internacional, a w latach 1959–1960 Corinthians Paulista. W 1962 roku prowadził młodzieżową reprezentację Brazylii, z którą wygrał młodzieżowy turniej Copa América. W latach 1963–1964 prowadził SE Palmeiras, z którym zdobył mistrzostwo stanu São Paulo – Campeonato Carioca 1963. W kolejnych latach prowadził Juventus São Paulo (1965), São Paulo FC (1967–1968) i Ferroviário Kurytyba(1969). W 1972 roku prowadził EC Bahia, a w 1974 Desportiva Cariacica, z którym zdobył mistrzostwo stanu Espírito Santo – Campeonato Capixaba 1974.
W latach 1974–1975 był trenerem Corinthians Paulista. W ostatnich latach kariery trenerskiej Sylvio Pirillo prowadził Paysandu SC, EC Santo André i Rio Claro FC, w którym zakończył przygodę z piłką w 1980 roku.